# Berlinski željezni nakit
Berlinski željezni nakit nakit je od lijevanog željeza izrađen u Njemačkoj početkom 19. stoljeća.

## Povijest
Korijeni berlinskog željeznog nakita  mogu se pratiti od osnivanja Königliche Eisengiesserei bei Berlin ili Kraljevske ljevaonice Berlin 1804. Kraljevska ljevaonica Berlin započela je s proizvodnjom željezne robe kao što su vaze, stalci za noževe, svijećnjaci, zdjele, ploče i medaljoni, kao i više komercijalnih artikala kao što su ograde, mostovi i vrtni namještaj. Prvi nakit, poput dugih lančića s lijevanim karikama, proizveden je 1806. godine. Kasnije su se izrađivale ogrlice od medaljona spojene karikama i žičanom mrežom. Kada je Napoleon zauzeo Berlin 1806. godine, čini se da su kalupi odnešeni u Francusku, gdje se daljnja proizvodnja odvijala nekoliko godina.
Proizvodnja željeznog nakita dosegla je vrhunac između 1813. i 1815. godine, kada je pruska kraljevska obitelj pozvala sve građane da svojim zlatnim i srebrnim nakitom doprinesu financiranju ustanka protiv Napoleona tijekom Oslobodilačkog rata. Zauzvrat su ljudi dobivali željezni nakit poput broševa i prstenja, često s natpisom Gold gab ich für Eisen (Dao sam zlato za željezo), ili Für das Wohl des Vaterlands (Za dobrobit naše domovine), ili s portretom pruskog kralja Fridrika Vilima III. na poleđini. Do tada se željezni nakit nosio samo kao simbol žalosti zbog crne boje koju je dobio tretiranjem odljevaka lananim uljem i premalo je vrijedio da bi bio primamljiv, ali je odjednom postao simbol domoljublja i odanosti i sa svojom očitom estetskom privlačnošću, postao je popularan preko noći.
Broj proizvedenih komada počeo je padati nakon 1850., ali se i dalje proizvodio sve do kraja stoljeća kada je izašao iz mode. Otprilike na početku opadanja ili neposredno prije toga čini se da je došlo do pomaka prema dizajniranju nakita u neogotičkom stilu.
Malo je poznato, ali 1916. u Njemačkoj je učinjen još jedan, sličan pokušaj promoviranja željeznog nakita i financiranja njemačkog sudjelovanja u Prvom svjetskom ratu. To je učinjeno razmjenom zlatnog nakita za željezni medaljon s natpisom: Gold gab ich zur Wehr, Eisen nahm ich zur Ehr (Zlato dajem za našu obranu, a željezo uzimam za čast). Međutim, ovaj pokušaj nije bio tako uspješan. Danas je berlinski željezni nakit kolekcionarski predmet, a pravi se komadi obično nalaze u muzejima ili privatnim zbirkama.
Zbirke berlinskog željeznog nakita između ostalih drže Musée des Beaux-Arts de Rouen, Neues Museum, Victoria and Albert Museum.